# Clap Hanz
Clap Hanz, Ltd (株式会社クラップハンズ Kabushiki-Gaisha Kurappu Hanzu?) är en japansk datorspelsutvecklare, grundat den 2 april 1998 och leds av Masashi Muramori. Företaget är beläget i Yokohama i Kanagawa prefektur och är en obunden tredjepartsutvecklare med starka band till Sony Computer Entertainment. Företaget är mest känt för utvecklingen av Everybody's Golf-spelserien och Everybody's Tennis.

## Spel (i urval)
| Speltitel                   | Datum | Format                   |
| --------------------------- | ----- | ------------------------ |
| Everybody's Golf 2          | 2000  | Playstation 1            |
| Everybody's Golf 3          | 2002  | Playstation 2            |
| Everybody's Golf 4          | 2003  | Playstation 2            |
| Everybody's Golf Portable   | 2004  | Playstation Portable     |
| Everybody's Tennis          | 2006  | Playstation 2            |
| Everybody's Golf 5          | 2007  | Playstation 2            |
| Everybody's Golf Portable 2 | 2008  | Playstation Portable     |
| Everybody's Tennis Portable | 2010  | Playstation Portable     |
| Everybody's Golf Next       | 2011  | Next Generation Portable |